# Герб комуни Єрфелла
Герб комуни Єрфелла (швед. Järfälla kommunvapen) — символ шведської адміністративно-територіальної одиниці місцевого самоврядування комуни Єрфелла. 

## Історія
Герб було розроблено 1955 року для ландскомуни Єрфелла.    
Після адміністративно-територіальної реформи, проведеної в Швеції на початку 1970-х років, муніципальні герби стали використовуватися лишень комунами. Цей герб був 1971 року перебраний для нової комуни Єрфелла.
Герб комуни офіційно зареєстровано 1977 року.

## Опис (блазон)
У зеленому полі срібний Агнець Божий з повернутою назад головою, за ним — скошений праворуч золотий архієпископський хрест.

## Зміст
Сюжет герба походить з печатки гераду (територіальної сотні) Соллентуна з 1560 року.      